# Karlik malutki
Karlik malutki (Pipistrellus pipistrellus) – gatunek ssaka z podrodziny mroczków (Vespertilioninae) w obrębie rodziny mroczkowatych (Vespertilionidae).

## Taksonomia
Gatunek po raz pierwszy zgodnie z zasadami nazewnictwa binominalnego opisał w 1774 roku niemiecki przyrodnik Johann Christian Daniel von Schreber, nadając mu nazwę Vespertilio pipistrellus. Holotyp pochodził z Francji. Podgatunek aladdin po raz pierwszy zgodnie z zasadami nazewnictwa binominalnego opisał w 1905 roku angielski zoolog Oldfield Thomas, nadając mu nazwę Pipistrellus aladdin. Okaz typowy pochodził z Derbend, 50 mi (80 km) na zachód od Isfahan, na wysokości 6500 ft (1981 m), w Iranie.
Wszystkie zapisy i analizy filogenetyczne potwierdzają hipotezę, że P. pipistrellus rozprzestrzenił się na Europę z obszaru Morza Śródziemnego podczas holocenu. Wydaje się, że istnieją trzy główne linie genetyczne P. pipistrellus, które mogą reprezentować od dwóch do trzech różnych gatunków: jeden w Europie i Azji, jeden w północnej Afryce oraz jeden na Korsyce i Sycylii, który jest taksonem siostrzanym północnoafrykańskiej populacji. Autorzy Illustrated Checklist of the Mammals of the World rozpoznają dwa podgatunki.

### Etymologia
- Pipistrellus: wł. pipistrello, vispitrello (zdrobnienie od vespertilio) „nietoperz”[23].
- aladdin: w opowieści Księgi tysiąca i jednej nocy, Aladyn to właściciel zaczarowanej lampy, zamieszkiwanej przez potężnego, spełniającego życzenia dżinna[16].

## Zasięg występowania
Karlik malutki występuje w Eurazji i Afryce zamieszkując w zależności od podgatunku:
- P. p. pipistrellus – większość Europy (Irlandia i Półwysep Iberyjski na wschód do Rosji), Turcja, Lewant, Kaukaz i północna Afryka (góry Maroka, Algierii, Tunezji i Libii).
- P. p. aladdin – południowo-zachodnia, środkowa i wschodnia Azja (Iran na wschód do Kazachstanu i Afganistanu, Indie, północno-wschodnia Mjanma, zachodnia, wschodnia i południowa Chińska Republika Ludowa oraz Tajwan).

## Morfologia
Długość ciała (bez ogona) 35–52 mm, długość ogona 23–36 mm, długość ucha 8–13 mm, długość tylnej stopy 6–7 mm, długość przedramienia 27–34,5 mm; rozpiętość skrzydeł 180–250 mm; masa ciała 3–8,5 g. Wzór zębowy: I {\displaystyle {\tfrac {2}{3}}} C {\displaystyle {\tfrac {1}{1}}} P {\displaystyle {\tfrac {2}{2}}} M {\displaystyle {\tfrac {3}{3}}} = 34. Kariotyp wynosi 2n = 42–44, FNa = 48–50 oraz FN = 52–54.

## Ekologia
Często lata już o zmierzchu; chętnie żyje w pobliżu osiedli ludzkich; typowo szczelinowy gatunek; samice tworzą kolonie letnie liczące do 50–500 osobników pod okapami, w szczelinach murów lub belek nośnych, w pustych drzewach lub pod korą; zimują w zakamarkach budynków, na wieżach, za obrazami w kościołach, na południu w jaskiniach o temperaturze 2–8 °C.
Jedno z największych zimowisk karlika malutkiego w Środkowej Europie znajduje się w rumuńskiej jaskini Șura Mare. W roku 2002 stwierdzono tam zimowanie 32-34 tysięcy osobników tego gatunku. Wcześniej, w latach 60., rejestrowano tam nawet ponad 100 tysięcy osobników. Innym wielkim zimowiskiem tego gatunku jest słowacka jaskinia Erňa w Krasie Słowacko-Węgierskim. W latach 2000-2001 stwierdzono tu zimowania 35-45 tysięcy karlików malutkich w skupiskach nawet po 5-8 tysięcy osobników.

### Rozmnażanie
Wiosną samice tworzą kolonie w kryjówkach rozrodczych. Ciąża trwa około 5 tygodni, w jednym miocie jest 1–2 młode. Małe karliki rodzą się nagie i ślepe. Ważą wtedy około 1 grama. Rosną bardzo szybko i już w trzecim tygodniu startują do swojego pierwszego lotu. Początkowo uczą się łapania owadów w towarzystwie matki, ale ssą mleko matki do 2. miesiąca życia, kiedy stają się samodzielne.

## Ochrona
W Polsce jest objęty ścisłą ochroną gatunkową oraz wymagający ochrony czynnej, dodatkowo obowiązuje zakaz fotografowania, filmowania lub obserwacji, mogących powodować płoszenie lub niepokojenie.